# K-MIX MOVE ON
K-MIX MOVE ON（ケイミックス・ムーブオン）は、静岡エフエム放送（K-MIX）で放送されているラジオ番組である。
新静岡セノバ5階のサテライトスタジオ「view-st.Shizuoka"NOA"」から公開生放送が行われている。

## 概要
コンセプトは「元気の出る放課後ラジオ」。帯番組であるが、月曜日・火曜日（以下、「月火」）と水曜日・木曜日（以下、「水木」）とで異なるパーソナリティが起用されており、また、担当ディレクターもそれぞれ別であるため、番組の構成やBGMにも差異がある。
Xでの公式ハッシュタグは「#kmixmove」。牧村一穂によれば、「玲奈さんと2人で考えた」という。
本番組においては、原則として曲のリクエストは受け付けられておらず、担当ディレクターによる選曲で構成されている（月火は邦楽、水木は洋楽）。ただし、月火においては、当日が祝祭日である場合に限り、リクエストが募集されている。また、月火では曲の前後に曲紹介がある一方で、水木では一部を除き曲紹介は一切ないため、オンエア曲リスト等で確認する必要がある。

## 歴史
本時間帯で10年に亘り放送された『K-mix RADIOKIDS』（以下、単に「RADIOKIDS」。）に代わる生ワイド番組として、2023年4月3日（初回である当日は月曜日）に放送が開始された。このうち、芦沢ムネト、川﨑玲奈、バカボン鬼塚の3名は、同年3月まで放送されていた『K-mix Wiz.』（以下、単に「Wiz.」。）からの実質的なスライドであった。コーナーは、『RADIOKIDS』から継続されたものだけでなく、『Wiz.』から移動されたものもある。
- 2023年（令和5年）4月3日 - 番組開始。
- 2024年（令和6年）3月26日 - 芦沢ムネトがこの日をもって卒業。
- 2024年（令和6年）4月 - 月火新パーソナリティに江間が起用され、水曜日担当ディレクターがヌキチから村上へ変更。
- 2025年（令和7年）3月31日 - 川﨑がK-MIX退社に伴い、この日をもって卒業。
- 2025年（令和7年）4月 - 牧村が月火へ異動し、水木新パーソナリティにひかりんちょが起用。

## パーソナリティ
月曜日・火曜日
- 江間丈（2024年4月 - ）
- 牧村一穂（K-MIXアナウンサー・パーソナリティ、2023年4月 - ）

水曜日・木曜日
- バカボン鬼塚（2023年4月 - ）
- ひかりんちょ（2025年4月 - ）

### 過去のパーソナリティ
- 芦沢ムネト（2023年4月 - 2024年3月）
- 川﨑玲奈（K-MIXアナウンサー・パーソナリティ、2023年4月 - 2025年3月）

| パーソナリティの変遷 | パーソナリティの変遷 | パーソナリティの変遷 | パーソナリティの変遷 | パーソナリティの変遷 | パーソナリティの変遷 |
| 期間                 | 期間                 | 月曜日・火曜日       | 月曜日・火曜日       | 水曜日・木曜日       | 水曜日・木曜日       |
| 期間                 | 期間                 | 男性                 | 女性                 | 男性                 | 女性                 |
| -------------------- | -------------------- | -------------------- | -------------------- | -------------------- | -------------------- |
| 2023.4               | 2024.3               | 芦沢ムネト           | 川﨑玲奈             | バカボン鬼塚         | 牧村一穂             |
| 2024.4               | 2025.3               | 江間丈               | 川﨑玲奈             | バカボン鬼塚         | 牧村一穂             |
| 2025.4               |                      | 江間丈               | 牧村一穂             | バカボン鬼塚         | ひかりんちょ         |

## タイムテーブル
2025年4月現在。時間はいずれも日本標準時（JST）。
| 時 | 月曜日                                                      | 火曜日                                                      | 時 | 水曜日                                                      | 木曜日                                                                        |
| -- | ----------------------------------------------------------- | ----------------------------------------------------------- | -- | ----------------------------------------------------------- | ----------------------------------------------------------------------------- |
| 15 | 08 オープニング                                             | 08 オープニング                                             | 15 | 08 オープニング                                             | 08 オープニング                                                               |
| 15 | 31 平成にタイムスリップ！                                   | 31 ブレイク・トーク                                         | 15 |                                                             | 31 いぬじゅんの「ゐ」（第2・4週）                                             |
| 15 |                                                             | 45 パルモの終活をはじめよう                                 | 15 |                                                             |                                                                               |
| 16 | 00 K-MIX TRAFFIC & WEATHER INFORMATION, K-MIX HEADLINE NEWS | 00 K-MIX TRAFFIC & WEATHER INFORMATION, K-MIX HEADLINE NEWS | 16 | 00 K-MIX TRAFFIC & WEATHER INFORMATION, K-MIX HEADLINE NEWS | 00 K-MIX TRAFFIC & WEATHER INFORMATION, K-MIX HEADLINE NEWS                   |
| 16 | 08 16時台オープニング                                       | 08 16時台オープニング                                       | 16 | 08 16時台オープニング                                       | 08 16時台オープニング                                                         |
| 16 | 18 ミミクリ（第2・4週）                                     | 18 できてる？できてるラジオ！                               | 16 | 18 ドレにしようかもう迷ネーズ                               | 18 リンクアップ！セノバ                                                       |
| 16 | 37 K-MIX TRAFFIC INFORMATION                                | 37 K-MIX TRAFFIC INFORMATION                                | 16 | 37 K-MIX TRAFFIC INFORMATION                                | 37 K-MIX TRAFFIC INFORMATION                                                  |
| 17 | 00 K-MIX TRAFFIC & WEATHER INFORMATION                      | 00 K-MIX TRAFFIC & WEATHER INFORMATION                      | 17 | 00 K-MIX TRAFFIC & WEATHER INFORMATION                      | 00 K-MIX TRAFFIC & WEATHER INFORMATION                                        |
| 17 | 04 5時のアニバーサリーパーティー                            |                                                             | 17 |                                                             |                                                                               |
| 17 | 25 MOVE UP, LIVING ON                                       |                                                             | 17 | 25 静岡人大学 鬼塚ゼミ                                      | 25 どうだい？どうしよう（第1・3週） 25 あなたを応援！HAPPY MILK LIFE（第2週） |
| 17 | 37 K-MIX TRAFFIC INFORMATION                                | 37 K-MIX TRAFFIC INFORMATION                                | 17 | 37 K-MIX TRAFFIC INFORMATION                                | 37 K-MIX TRAFFIC INFORMATION                                                  |
| 17 | 50 My First Music（TOKYO FM制作）                           | 50 My First Music（TOKYO FM制作）                           | 17 | 50 My First Music（TOKYO FM制作）                           | 50 My First Music（TOKYO FM制作）                                             |
| 18 | 00 K-MIX TRAFFIC & WEATHER INFORMATION                      | 00 K-MIX TRAFFIC & WEATHER INFORMATION                      | 18 | 00 K-MIX TRAFFIC & WEATHER INFORMATION                      | 00 K-MIX TRAFFIC & WEATHER INFORMATION                                        |
| 18 | 04 18時台オープニング・たけルンルンの、お外出ちゃうぞ       | 04 18時台オープニング・たけルンルンの、お外出ちゃうぞ       | 18 | 04 18時台オープニング                                       | 04 18時台オープニング                                                         |
| 18 |                                                             | 15 突撃！電話でおうち訪問                                   | 18 | 15 蓬莱の湯・笑福の湯 湯けむり演芸館                        | 15 隙間言語研究所                                                             |
| 18 |                                                             | 30頃 あのさークエスチョン！                                 | 18 |                                                             |                                                                               |
| 18 | 50頃 エンディング                                           | 50頃 エンディング                                           | 18 | 50頃 エンディング                                           | 50頃 エンディング                                                             |

## コーナー

### 月曜日・火曜日
全時間帯
- メッセージテーマ・ふつおた

コーナー等がない時間帯に随時紹介されている。
15時台
- 平成にタイムスリップ！～いとしのブームたち～（月曜日）

2025年1月13日開始。
- ブレイク・トーク（火曜日）

2025年4月1日開始。江間と牧村が隔週交代で、それぞれが持ち寄ったトピックに沿って展開される一人喋りのコーナー。free style Movingを改題・改編する形でスタートした。
16時台
- 耳できくクリニック～ミミクリ～（第2・第4月曜日）

- ネットマン永谷研一のできてる？できてるラジオ！（火曜日）

ネットマン提供。2023年6月27日開始。
17時台
- 5時のバースデーパーティー

- MOVE UP, LIVING ON（月曜日）

第一不動産提供。RADIOKIDSのコーナーだった「入居さんいらっしゃい」を改題・改編したコーナーである。
18時台
- たけルンルンの、お外出ちゃうぞ

江間が新静岡セノバ周辺の市中へと繰り出し、行き当たりばったりに街頭インタビューをするコーナー。不審がられて避けられてしまうこともしばしばあるものの、応答した通行人には番組ステッカーが手渡しされている。コーナー名は、2025年1月20日に川﨑が適当に思いついて命名した。
- 突撃！電話でおうち訪問（火曜日）

2025年4月1日開始。前週まで放送されていた「クイズ何人？」を改題・改編する形でスタートした。参加者応募は当日の18時から18時15分までの間にメールで募集されているが、必ずその時間に自宅等の居住地にいることが条件とされている。
終了したコーナー
- TODAY'S MOVE（2023年4月 - 2024年3月）

ニュースコーナー。時事やスポーツ等、その日のトピックスの中から3本程度が取り上げられる。川﨑が読み上げ、その後芦沢と川﨑がコメントする形式で進行されていた。
- MOVE ON MOVE（2023年4月 - 2024年3月）

月曜日は川﨑が、火曜日が芦沢がそれぞれ用意したトピックに沿って展開されていたフリートークコーナー。
- 川﨑玲奈のちょっとGPT～なんでもござれ～（仮）（火曜日、2023年4月 - 2024年3月）

- 川﨑劇場（2023年4月 - 2024年3月）

- 川﨑玲奈に言ってほしい方言（2023年4月 - 2024年3月）

- MOVE ON MUSIC SWITCH（2023年4月 - 2024年12月）

江間と川﨑による選曲コーナー。選曲テーマはリスナーから募集されていた。
- コヤマミライエ presents 静岡NBG（第3月曜日、2024年1月 - 2024年12月）

KOYAMA提供。2024年1月15日開始。
- クイズ何人？（火曜日、2024年4月 - 2025年3月）

リスナー参加型コーナー。ディレクターが用意した音源（主に未就学児や小学生等の音声）について、それが何人によって発せられているかを電話で答える。参加者応募は当日の18時から18時15分までの間にメールで募集されていた。
2024年4月29日、突如として担当ディレクターの思いつきによって始まり、同年5月7日からレギュラーコーナー化された。

### 水曜日・木曜日
全時間帯
- メッセージテーマ・ふつおた

コーナー等がない時間帯に随時紹介されている。月火と異なり、「○○○○でワイワイ♪」という形で設定されている。
15時台
- パルモの終活をはじめよう（水曜日）

パルモ葬祭提供。Wiz.のコーナーだった「イズモはいつも起きています」を改題したコーナーである。事前収録した鬼塚とスポンサー企業の葬祭ディレクターとのトーク形式で進められ、終活等についてMOVE ON流に解説されている。リスナーからの終活についての質問も募集されている。
- いぬじゅんの「ゐ」（第2・第4木曜日）

鬼塚が担当していたK-mix FOOO NIGHT ピンソバ（以下、単に「ピンソバ」）で開始され、Wiz.を経て引き継がれたコーナーである。小説家のいぬじゅん が事前に提示するシチュエーションに沿った回答が大喜利形式で募集されており、ほぼ毎回、いぬじゅんもスタジオ生出演している。コーナーの最後でいぬじゅんに選ばれた投稿には「ゐ賞」として、特製ステッカーが贈られる。
16時台
- ドレにしようかもう迷ネーズ（水曜日）

エスエスケイフーズ提供。ピンソバで開始され、Wiz.を経て引き継がれたコーナーである。鬼塚扮する料理愛好家の平野キミとひかりんちょ扮する助手という設定の寸劇から始まり、ダジャレやジョークを交えつつ同社のサイトで掲載されているレシピが紹介される（寸劇のラストは、ひかりんちょが「ぎゃふん！」と言って締めるのがお決まりとなっている）。続いて、同社商品のレシピや目撃情報等のリスナーメッセージが紹介され、それらのメッセージの中から抽選で1名に同社の商品が贈られる。
- 新静岡セノバ presents リンクアップ！セノバ（木曜日）

新静岡セノバ提供。RADIOKIDSから引き継がれたコーナーである。
17時台
- 静岡人大学 鬼塚ゼミ（水曜日）

RADIOKIDS時代のコーナーを改題・改編したコーナーである。
- どうだい？どうしよう（第1・第3木曜日）

- あなたを応援！HAPPY MILK LIFE（第2木曜日）

18時台
- 蓬莱の湯・笑福の湯 湯けむり演芸館（水曜日）

蓬莱の湯（島田市）と笑福の湯（焼津市）を運営するツチヤコーポレーション提供。ピンソバのコーナーだった「お風呂コント」・「ふろおた」を源流とし、Wiz.のコーナーであった「湯けむり名人戦」を改題したものである。お風呂に関する都々逸（必ずしも、「七・七・七・五」である必要はない）が募集されており、投稿の選定、紹介ともに鬼塚によって行われている。最後にその日の名人が決定され、それを3回獲得すると「湯けむり名人」として、鬼塚とひかりんちょのサイン入り番組ステッカーが贈られる。また、湯けむり名人を10回獲得したリスナーには「ドドイツァー」として何かしらが贈られることになっているが、鬼塚曰く、こちらはWiz.時代同様に未だに何も決まっていないという。また、リスナーがWiz.時代に獲得した名人や湯けむり名人の成績は本コーナーに引き継がれている。
- 隙間言語研究所（木曜日）

誰もが一度は経験したことがありそうな現象で、しかし名称がないものについてそのネーミングを募集するコーナー。お題となる現象（ヒト・モノ・コト等）は、前週に発表される。
終了したコーナー
- 県庁ニュースふじのくに！（水曜日、2023年4月 - 2024年3月）

静岡県広聴広報課提供。
- ドラゴンキャッスル目指せ92！（第1・第3木曜日、2023年4月 - 2024年9月）

三島スカイウォーク提供。
- スカッとしてGOOD！（木曜日、2023年4月 - 2025年3月）

毎週、お題として曲の一節が提示され、それに続く歌詞をスカッとする内容に変えてもらい、大喜利形式で募集されていた。必ずしも、原曲のリズムに合わせる必要はない。「スカッと」、「ふとぅ（普通）」、「ねむーい（イマイチ）」、「こわーい（牧村が恐怖を感じるもの）」の4つで牧村が評価する。
最後にその日の「スカッと」の中から最優秀作品「グースカ」が決定され、該当者には鬼塚と牧村のサイン入りステッカーが贈られる。
2024年9月まではコーヨー化成提供。「グースカ」にはスポンサー企業の商品が贈られていた。